# マリー・アントワネット・リアナ・グラハラニ
マリー・アントワネット・リアナ・グラハラニ（Marie Antoinette Riana Graharani、1992年7月13日-）は、通称The Sacred Rianaとして知られる、インドネシアのマジシャン。

## 概要
2013年11月17日のトランス7で放送された奇術を競うテレビ番組でデビューし、次点入賞し、そのユニークな外観で注目を集めた。
2017年のAsia's Got Talentで注目を集め、その年の優勝を手にした。ステージ上でのリアナのパフォーマンスは、FacebookとYouTubeで7000万回以上再生された。
2018年にはAmerica's Got Talent（season 13）に出場し、準々決勝進出を果たし、America's Got Talentのライブショーに参加した2番目のインドネシア人となる。準々決勝のライブショーでは、リアナの演技中に突然真っ暗となり、パフォーマンスが終了する前にコマーシャルが中断された。これにより、多くの視聴者が混乱し、ソーシャルメディア上でに大きな波紋を引き起こした。 しかし、ツイッターによれば、この劇的なブラックアウトは計画された演出だったことが判明。 
リアナはテレビ番組への出演やグレートマジシャンショーの審査員を務めるなどの活動を続け、2019年3月14日リリースのホラー映画「The Sacred Riana：Beginning」では、自らを演じ映画デビューを果たした。

## The Sacred Riana
通称はThe Sacred Rianaだが、リアナと彼女のマネージャーは、インドネシアでは奇術を使うことは一部の人々にとって神聖なことだと考えられているため、「The Sacred＝神聖な」との呼称とした。

## 演出
頭と手のけいれんを特徴とする独特の動きで、首を不規則に動かし、常に片方の足を曲げて、無表情で立つ。さらに常に顔の大部分を長い髪で覆って現れる。リアナの演出は、日本映画『リング』の貞子をモチーフにしたものといわれ、長い髪が顔の前に落ちる点で相似点がある。ステージでは、長袖のドレスと白いタイツを着用し、同じスタイルの服を着た彼女の人形が複数現れる。話し声は震え、不明瞭な声で話す。

## The Sacred Riana:Beginning
2019年3月14日リリースのホラー映画で、リアナ自身の主演。

### あらすじ
子供の頃、リアナは葬儀場の事業を営んでいた両親とともにに小さな町に住んでいた。 災害により、彼らはジャカルタの叔父ヨハンの家に引っ越し、リアナはリアニ人形と出会う。リアナは成長し、ある日、彼女の学校のカウンセラー教諭のクララが、リアナが学校に通っていない理由を知りたがり、リアナのリハビリを提案する。 災難がリアナの両親を襲う。クララは、リアナの社会適応を助けるために、ヘンドロ、ルーシ、アンギとともに再び訪問する。 しかし、そのことがより大きな問題を引き起こす。